# Línea Union Pacific/North
La  Línea Union Pacific/North (en inglés: Union Pacific/North Line) es una línea del Tren de Cercanías Metra. La línea opera entre las estaciones Kenosha y Ogilvie Transportation Center.